# 中性脂肪
中性脂肪（ちゅうせいしぼう、neutral fat）ないし中性脂質（ちゅうせいししつ、neutral lipid）とは、脂肪酸のグリセリンエステルを指す。狭義には常温で固体の中性脂質を中性脂肪と呼ぶ。

## グリセリン脂肪酸エステル
グリセリン脂肪酸エステルにはモノグリセリド、ジグリセリド、トリグリセリドが存在するが、血液中に含まれる中性脂肪のほとんどはトリグリセリドなので、中性脂肪はトリグリセリドと同義とする場合も多い。TG、TAGまたはTrigという略号で記されることが多く、脂肪酸とグリセリンが結びついて中性を示すので「中性脂肪」と言う。
中性脂肪の成分である脂肪酸は動物においてはステアリン酸、パルミチン酸など飽和脂肪酸が主であるのに対し植物においてはオレイン酸、リノール酸、リノレン酸のような不飽和脂肪酸を多く含む。したがって、動物性の中性脂肪は室温で固体であるものが多いのに対して、植物性の中性脂肪は室温で液体の場合がほとんどである。
生体内においては、エネルギー貯蔵物質としての役割が大きい。砂漠に生息するラクダや卵殻内での鳥類では中性脂質を酸化して水分に転化する場面もある。また細胞中では部分的に脂肪酸を失った中性脂質（モノグリセリド、ジグリセリド）が細胞内での情報伝達物質として働くことも分かっている。細胞膜は、中性脂肪から取り出された脂肪酸を原料としたリン脂質から形成されている。

## 中性脂肪と健康
生活習慣病における中性脂肪の扱いは複雑で、一時期は完全に無視されるに至ったこともあった。つまりLDLコレステロール（悪玉コレステロール）やHDLコレステロール（善玉コレステロール）が重要とされ、中性脂肪は軽視された。脂質異常症により血清トリグリセリド（TG）値が1,000mg/dLを超えるような場合には急性膵炎のリスクが上昇すると考えられており、それさえ抑えれば良いとされた。
しかし、世界の脂質異常症治療の最先端・最高峰を示すATP-IIIというステートメントでは、中性脂肪も補正すべき物質へと戻った。特にメタボリックシンドロームの診断基準に取り入れられ注目されている。また、肝硬変や肝臓がんの原因となるC型肝炎ウイルス（HCV）は、細胞内の中性脂肪を利用して増殖しており、さらに、ウイルスの「コア」と呼ばれるたんぱく質の働きで、細胞内の中性脂肪が増加すると報告され、治療に応用されることが期待されている。

## 中性脂肪についての血液検査の参考基準値
中性脂肪についての血液検査の参考基準値は以下のとおりである。
| 項目     | 被験者のタイプ | 下限値 | 上限値 | 単位   | 最適範囲                  |
| -------- | -------------- | ------ | ------ | ------ | ------------------------- |
| 中性脂肪 | 10 – 39 歳     | 54     | 110    | mg/dL  | < 100 mg/dL or 1.1 mmol/L |
| 中性脂肪 | 10 – 39 歳     | 0.61   | 1.2    | mmol/L | < 100 mg/dL or 1.1 mmol/L |
| 中性脂肪 | 40 – 59 歳     | 70     | 150    | mg/dL  | < 100 mg/dL or 1.1 mmol/L |
| 中性脂肪 | 40 – 59 歳     | 0.77   | 1.7    | mmol/L | < 100 mg/dL or 1.1 mmol/L |
| 中性脂肪 | > 60 歳        | 80     | 150    | mg/dL  | < 100 mg/dL or 1.1 mmol/L |
| 中性脂肪 | > 60 歳        | 0.9    | 1.7    | mmol/L | < 100 mg/dL or 1.1 mmol/L |